# Zygostates ovatipetala
Zygostates ovatipetala là một loài thực vật có hoa trong họ Lan. Loài này được (Brade) Toscano mô tả khoa học đầu tiên năm 2001.